# Papamosques del Caixmir
El papamosques del Caixmir (Ficedula subrubra) és una espècie d'ocell de la família dels muscicàpids (Muscicapidae) pròpia del subcontinent indi. Nidifica al nord-oest de l'Himlàlaia, en boscos caducifolis amb densos sotaboscos, i passa l'hivern a Sri Lanka i el sud de l'Índia, en jardins, plantacions de te i àrees obertes dins dels boscos, generalment a altituds de 750 m sobre el nivell del mar. El seu estat de conservació es considera vulnerable. Anteriorment era considerat una subespècie del papamosques menut (ficedula parva).